# 1976 في سوريا
فيما يلي قوائم الأحداث التي وقعت خلال عام 1976 في سوريا.

## أفلام
من الأفلام التي صدرت هذه السنة في سوريا:
- 1 يناير – أموت مرتين وأحبك من إخراج جورج لطفي الخوري.

## مواليد

### يناير
- 1 يناير – يحيى حوى مغني سوري.
- 20 يناير – شادي مرعي

### فبراير
- 16 فبراير – كاريس بشار ممثلة سورية.

### مارس
- 23 مارس – هيثم كجو

### أبريل
- 1 أبريل – قصي خولي ممثل سوري.

## وفيات

### يناير
- 1 يناير – سامي الدروبي (مواليد 1921) دبلوماسي سوري.
- 1 يناير – عبد الله عطفة (مواليد 1897)

### أبريل
- 13 أبريل – صبري العسلي (مواليد 1903) سياسي سوري.

### أكتوبر
- 3 أكتوبر – إيميل بينفينيست (مواليد 1902)